# Comostola subtiliaria
Comostola subtiliaria là một loài bướm đêm trong họ Geometridae.